# Englisch-Niederländischer Krieg (1672–1674)
Solebay – Erste Schooneveld – Zweite Schooneveld – Texel
Der Dritte Englisch-Niederländische Krieg war ein militärischer Konflikt zwischen dem Königreich England und den Vereinigten Provinzen der Niederlande von 1672 bis 1674.
Es war der dritte Krieg in einer Reihe Englisch-Niederländischer Seekriege im 17./18. Jahrhundert und Teil des 1672 bis 1678 dauernden Französisch-Niederländischen Krieges, auch Holländischer Krieg genannt.

## Der „Merlin“-Zwischenfall
Da das englische Parlament einen Krieg gegen die Niederlande ablehnte, ließ König Karl II. einen Zwischenfall inszenieren, um die öffentliche Meinung in England gegen die Niederländer zu beeinflussen. Henry Bennet, der Earl of Arlington sagte: „Wir mussten mit ihnen brechen, aber sie als Schuldige darstellen“. Bennet ließ die königliche Yacht Merlin, mit Dorothy Osborne, der Frau eines englischen Diplomaten an Bord, am 24. August 1671 durch die bei Brill ankernde niederländische Flotte segeln. Die niederländischen Schiffe grüßten wie im Friedensvertrag gefordert mit Flaggen, aber nicht mit weißem Rauch, da sie nicht sicher waren, ob die Merlin als Kriegsschiff galt. Der König verlangte von den Generalstaaten, dass sie die verantwortlichen Admiräle schwer bestrafen sollten, was diese verweigerten und so einen Kriegsgrund lieferten.

## Verlauf

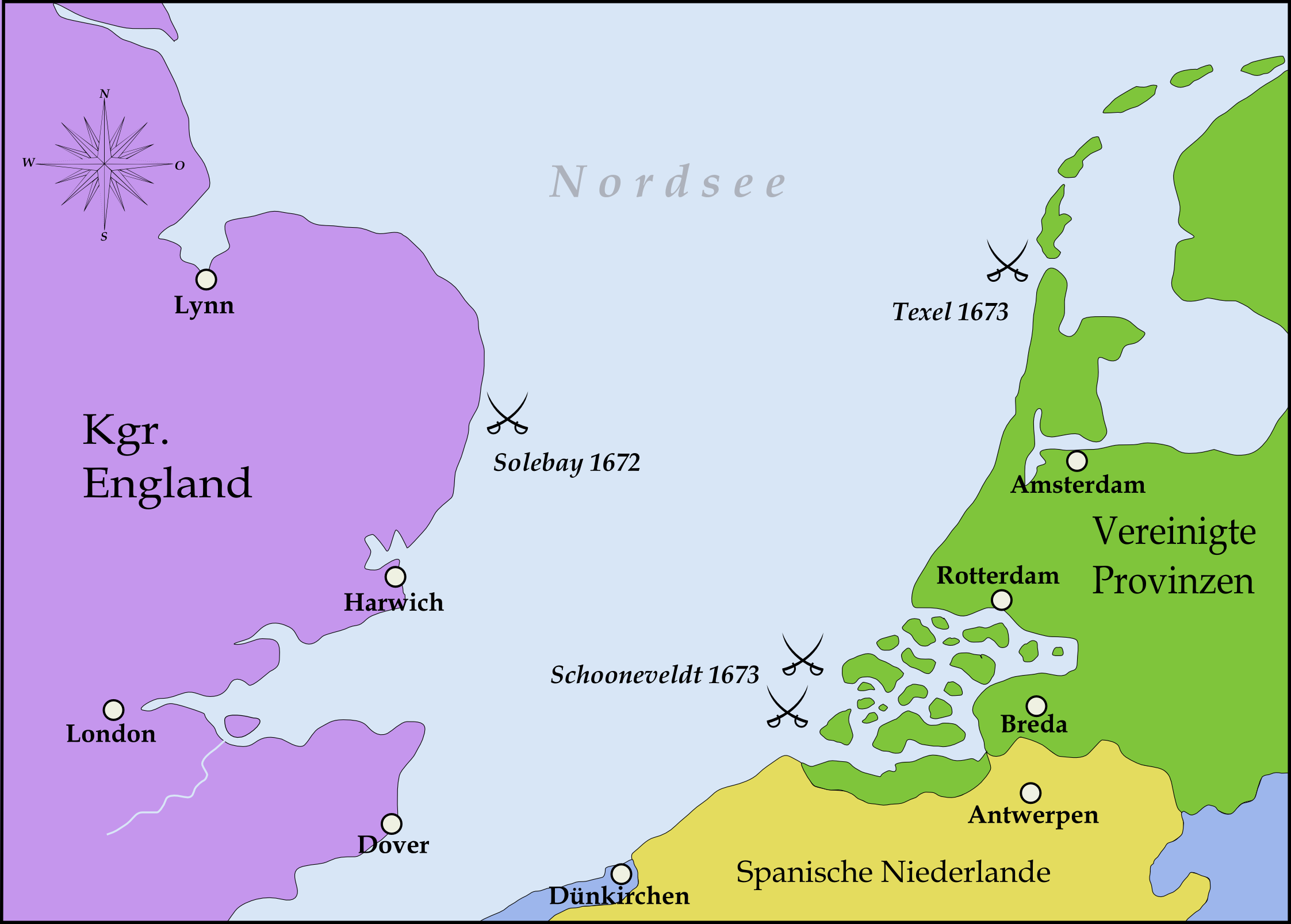
Die Hauptschlachten des Krieges

In der Auseinandersetzung ging es vor allem um wirtschaftliche Interessen des englischen Königshauses, welches sich 1670 in dem geheimen Vertrag von Dover mit dem Königreich Frankreich gegen die Vereinigten Niederlande verbündet hatte. Beide Staaten griffen im Frühjahr 1672 an und der Krieg weitete sich bald zu einem gesamteuropäischen Konflikt aus.
Zu den Vorbereitungen, um die Niederländer zu einem neuen Krieg zu provozieren, gehörte auch die Ernennung von Robert Holmes zum Befehlshaber in Portsmouth, wo er ein starkes Geschwader mit dem 90-Kanonen-Linienschiff St. Michael kommandierte. Am 13. März 1672 erhielt Holmes die Erlaubnis, den nach Holland fahrenden niederländischen Smyrna-Konvoi anzugreifen. Zwei Tage lang lieferten sich die bewaffneten Handelsschiffe und ihre Eskorte unter Cornelis Evertsen eine heftige Schlacht mit dem englischen Geschwader – die Beute war dagegen eher klein.
Michiel de Ruyter führte das Kommando über die niederländische Flotte. Er siegte 1672 in der Seeschlacht von Solebay und 1673 in der Ersten und Zweiten Seeschlacht von Schooneveld und in der Seeschlacht vor Texel.
Nach den für die Briten erfolglosen Seeschlachten zwang das englische Parlament schließlich König Karl II. zum Friedensschluss. Mit dem Frieden von Westminster schied England am 9. Februarjul. / 19. Februar 1674greg. ohne Gewinne aus dem Krieg aus.

## Weitere Ereignisse
Der Krieg der Niederlande gegen Frankreich dauerte noch bis 1678. Im Juli 1674 ging eine niederländische Flotte mit 18 Schiffen unter de Ruyter in die Karibik. Der Versuch einer Landung auf Martinique am 20. Juli wurde durch die Franzosen abgewehrt.
Im Dezember 1675 ging eine niederländische Flotte mit 15 Schiffen unter de Ruyter ins Mittelmeer, um die Spanier bei der Verteidigung Siziliens gegen die Franzosen zu unterstützen. Dort kam es 1676 zu weiteren Seeschlachten: die Seeschlacht bei Stromboli, die Seeschlacht bei Augusta, in der Michiel de Ruyter tödlich verwundet wurde, und die Seeschlacht vor Palermo gegen die überlegene französische Flotte unter Admiral Abraham Duquesne. 1677 kam es in der Karibik zur Schlacht von Tobago.